# Sangre de drago

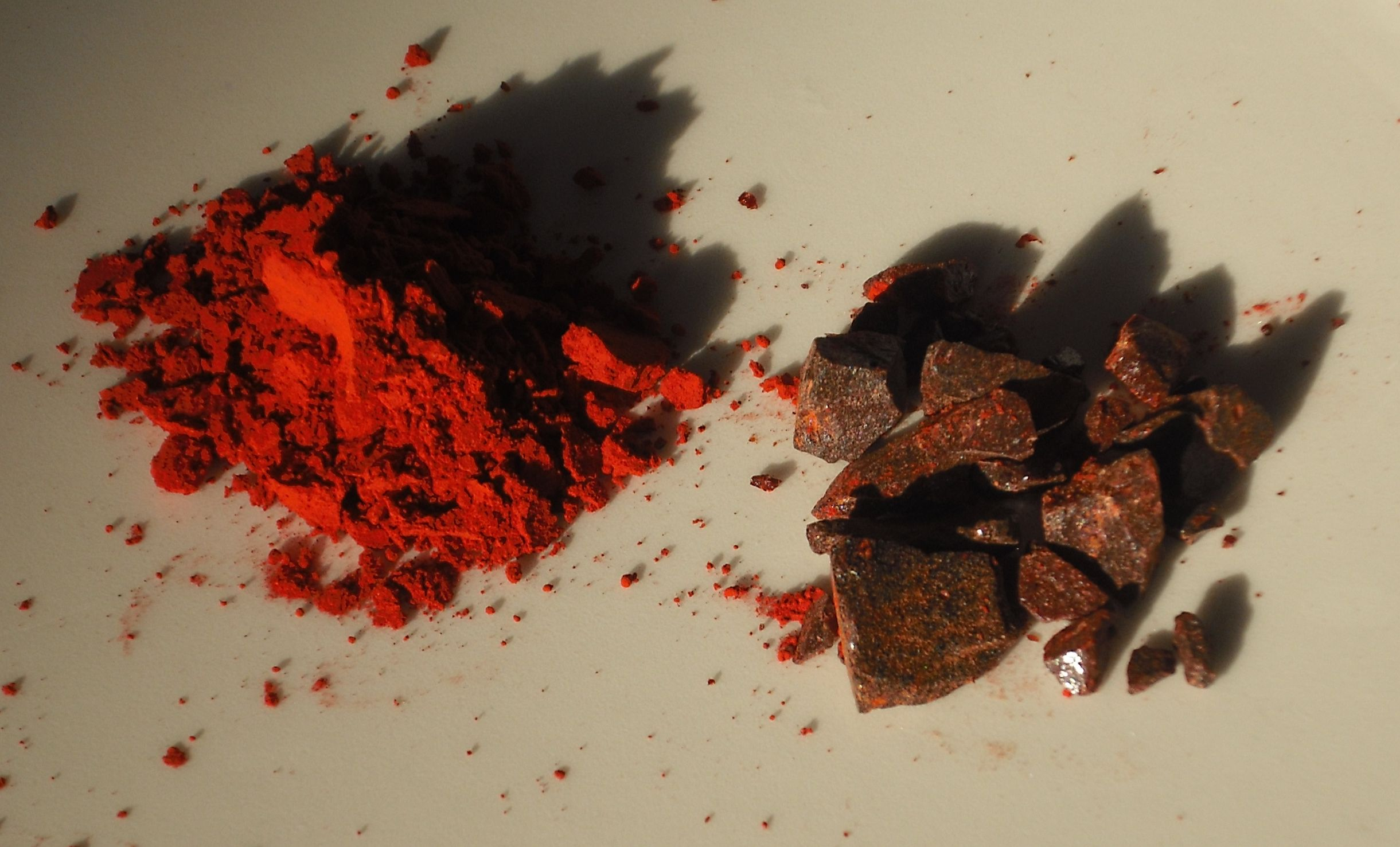
Sangre de drago.

La sangre de drago es una brillante resina roja extraída de especies abarcando cinco distintos géneros botánicos: Croton, Dracaena, Daemonorops, Pterocarpus; y Calamus rotang.
Usada desde la antigüedad como barniz, medicina, incienso, y tintura. 
En el noroeste de América del Sur es muy popular el uso medicinal del látex de la especie Croton lechleri,  también llamado "sangre de grado" en el Perú.

## Nombre y fuentes
Se ha observado cierto grado de confusión en tiempos remotos para identificar las fuentes de la tintura conocida como sangre de drago. Los antiguos romanos, por ejemplo, tenían la tendencia a llamar "sangre de drago" a todas las cosas de color rojo brillante, y confundían la resina de Dracaena, que es la verdadera fuente de la tintura, con minerales. En la antigua China, también había poca o ninguna distinción entre las diferentes especies que producían esta tintura.
Actualmente, tanto las resinas de Dracaena como de Daemonorops se comercializan como "sangre de drago", y en muchos casos no se hace ninguna distinción entre las diferentes fuentes.
Los viajeros que visitaban las Islas Canarias en el siglo XV obtenían la resina de gotas secas de Dracaena draco, una variedad nativa de esas islas y de Marruecos. La resina se exudaba del tronco o de las ramas del árbol. También se obtiene de Dracaena cinnabari, una especie endémica de la isla de Socotra, al este de Somalia. Esta resina se comercializaba en la antigua Europa a través de la ruta del incienso.
Además de Dracaena, los ratanes Arecaceae del género Daemonorops que crecen en las islas de Indonesia también producen esta resina, que se conoce como jerang o djerang. Se obtiene de la cutícula de los frutos inmaduros del ratán. La resina recolectada se enrolla en bolas sólidas antes de ser vendida y se utiliza como leña.

## Usos históricos

### Látex deDracaena draco,Dracaena sinabariyDaemonorops
La resina, ya conocida en la romanos, era especialmente obtenida de Dracaena cinnabari, y es mencionada en periplos del siglo I (30: 10. 17) como uno de los productos de Socotra. Socotra era un importante centro de mercadeo desde el tiempo de Ptolomeo. Esta resina fue usada como tinte y medicina en el Mediterráneo, por los griegos, romanos y árabes por sus propiedades medicinales. Dioscórides y otros tempranos escritores griegos describían sus usos medicinales. Los habitantes de la isla de Socotra usan esta resina como una suerte de panacea: mejora de heridas, coagulante (a pesar de que las especies de Daemonorops son anticoagulantes, sigue siendo normal no identificar de cuáles especies proviene la resina); antidiarreico; febrífugo; mejora de la disentería; cura de úlceras de garganta, boca, intestinos, estómago; y también antiviral para virus respiratorios, estomacales, y desórdenes cutáneos como eczema, posiblemente por contener proantocianidinas oligoméricas. Fue usado en tiempos medievales como magia ritual y en alquimia. No nativa de América, se ha naturalizado.
La resina de Dracaena draco y de Dracaena cinnabari fueron usadas como fuente de barniz en el siglo XVIII por los luthiers italianos de violines. También en ese siglo, había cremas dentales con esa resina. En el siglo XXI se sigue usando como barniz para violines, en fotograbado, inciensos o aceites corporal.
La resina de ambos Daemonorops se usaba en ceremonias en la India. A veces la resina de Dracaena, pero más frecuentemente de Daemonorops, era utilizada en China como barniz rojo en ebanistería. También para colorear la superficie de papel de escritura para avisos y carteles, 
especialmente en casamientos y para el Año Nuevo Chino.

### Látex deCroton lechleri
El uso medicinal del látex del árbol de la especie Croton lechleri (especie nativa del noroeste de América del Sur), también llamado erróneamente "sangre de grado" en el Perú está extendido por toda la región. Su espesa resina de color rojo tiene extraordinarias propiedades cicatrizantes, antiinflamatorias, antivirales, antibacterianas, antisépticas y analgésicas. Goza de gran popularidad para el tratamiento de úlceras estomacales.

## Simbología
Véase simbología del drago

## Usos religiosos y folclóricos
En el vudú del folclor afroamericano, se usa en las manos del fetiche para conseguir dinero o amor, y se usa como incienso para limpiar un lugar de las entidades o influencias negativas. También se añade a la tinta roja para hacer «tinta de sangre de drago», que se usa para grabar sellos y talismanes mágicos.
En la medicina popular, la sangre de drago se usa externamente como un medicamento tópico para mejorar la curación de las heridas y para detener la hemorragia, como lo hacían los habitantes de Socotra. Se usa internamente para los dolores de pecho, el sangrado posparto (loquios o loquia), los traumas internos y la menstruación irregular. En la brujería neopagana y en el chamanismo de la Nueva Era, se usa para aumentar el poder de los conjuros de protección, pociones de amor, para alejar personas y para mejorar el desempeño sexual.
También se distribuye comúnmente como opio de cinabrio para eventuales compradores de opio desprevenidos, aunque no contiene opiáceos ni se ha demostrado que tenga efectos intoxicantes.

## Lista de especies botánicas fuentes de la sangre de drago
- Calamus rotang L.
- Croton draconoides Müll. Arg.
- Croton draco Schltdl. & Cham.
- Croton lechleri Müll. Arg.
- Croton palanostigma
- Croton urucurana Baill.
- Croton xalapensis Kunth
- Daemonorops draco Blume
- Daemonorops didymophylla Becc.
- Daemonorops micranthus Becc.
- Daemonorops motleyi Becc.
- Daemonorops rubra (Reinw. ex Blume) Mart.
- Daemonorops propinquus Becc.
- Dracaena cinnabari Balf.f.
- Dracaena cochinchinensis Hort. ex Baker
- Dracaena draco (L.) L.
- Pterocarpus officinalis Jacq.